# Saarpfalz-Gymnasium
Das Saarpfalz-Gymnasium in Homburg ist ein Gymnasium des Saarpfalz-Kreises.

## Geschichte
Die Schule wurde im Jahre 1873 als private Lateinschule gegründet und ist die älteste höhere Schule der Stadt. 1925 wurde sie an den jetzigen Standort verlegt. 2009 endete die Geschichte des Fachs Latein an der Schule. Die Schule mit der Erstsprache Französisch bietet in der Mittelstufe die drei Profilfächer Spanisch, Naturwissenschaften oder Informatik an.

## Gebäude
Das klassizistische Gebäude wurde bereits vor 1918 als Distriktkrankenhaus errichtet, 1925 zur Schule umfunktioniert und fünfmal erweitert.
Es besteht heute aus:
- dem Altbau mit dem Rektorat, dem Sekretariat, Büros der Abteilungsleiter Lehrerbereich und mehreren Klassensälen
- dem sogenannten „Mittelbau“ (1. Erweiterung) mit Klassenräumen und Zeichensaal
- der zweiten Erweiterung mit Gymnastiksaal, Sporthalle und Musiksaal
- dem Funktionsbau mit Fachsälen für Biologie, Chemie, Physik, Informatik und der Aula
- dem Pavillon (vierte Erweiterung) mit Computerraum, Schülerbibliothek, Fachräumen für Erdkunde und Politik sowie vier Klassensälen.
- dem Neubau (fünfte Erweiterung) mit der Mensa, einem großen Raum für die Nachmittagsbetreuung, zwei modernen Klassensälen und einer multimedialen Lernwerkstatt.

## Unterricht
Am Saarpfalz-Gymnasium unterrichten ca. 65 Lehrer insgesamt ca. 700 Schüler von der Unter- bis zur Oberstufe (Stand: August 2021)
Die Schule wird vierzügig geführt. Die Klassenzuteilung erfolgt nach den Grundschulen bzw. den Wünschen der Schüler und ihrer Eltern. Alle Schüler beginnen mit der Erstsprache Französisch, wodurch der Unterricht der Grundschule nahtlos fortgesetzt wird. Das Profilfach Informatik wirkt sich bereits in Klassenstufe 5 mit einer zusätzlichen IT-Stunde aus. Klassenleiterstunden ermöglichen ein gutes Einleben im neuen Umfeld. Ab Klassenstufe 6 kommen Englisch und Geschichte zum Fächerkanon hinzu. Klassenleiterstunden werden vierzehntäglich weitergeführt. In Klassenstufe 7 erfolgt die erste Begegnung mit Physik. Interessierte können ein zusätzliches Physikpraktikum wählen, das auf den Mittelstufenzweig Naturwissenschaften vorbereitet. Die Zweigwahl erfolgt am Ende der Klassenstufe 7. Die Schüler starten in Klassenstufe 8 im neuen Klassenverband je nach Wahl des Zweigs. Dabei sticht besonders der Informatikzweig hervor, der ein Alleinstellungsmerkmal im östlichen Saarland hat. Die Weltsprache Spanisch und Physik mit verstärktem Chemie und Biologieunterricht sind attraktive Alternativen, sodass verschiedene Begabungen abgebildet werden können. In Klassenstufe 10 laufen die Zweige aus und die Schüler orientieren sich für die Gymnasiale Oberstufe Saar. Die Zweige leben in den Präferenzen der Schüler für bestimmte Kurse weiter: Kurse in Informatik, Spanisch und Physik gehören zum festen Inventar des Kursangebots.

## Juniorstudium
Im Rahmen der Informatikkurse können interessierte und leistungsstarke Schüler ein Juniorstudium beginnen, das mit dem Seminarfach kombiniert ist. Betreut von Dozenten der Universität Kaiserslautern erwerben die Schüler Creditpoints in den Veranstaltungen des Studiengangs, ein Engagement, das sich nach dem Abitur oft nahtlos in einem Informatikstudium fortsetzt. Eine Schülerin hat es mit dem Abitur bis vor den Bachelor in Informatik geschafft.

## Arbeitsgemeinschaften
Eine ganze Reihe von Arbeitsgemeinschaften ermöglichen den Schülerinnen und Schülern, ihre Begabungen breit auszubauen. Die längste Tradition hat die Geschichte AG, die vor über zwanzig Jahren von Fachlehrer Eberhard Jung gegründet wurde. Jüngere Kollegen führen die Tradition mit neuen Ideen weiter. Im musischen Bereich sind es vor allem der Schüler-Eltern-Lehrer-Chor unter Leitung von Tanja Rau und die „Soundz Phunky Group“, eine Rock-/Pop-Band, die von Peter Hecker geleitet wird. Ein noch junges Gewächs sind die Bläsergruppen, die von Felix Pohl begleitet werden und die das Neuerlernen eines Blechblasinstruments ermöglichen. Im Bereich der Bildenden Kunst bietet die Kunst-AG (Simone Lukas) vor allem jüngeren Schülern die Möglichkeit zur Entfaltung ihrer Kreativität. Für den Sport ragt die Fußball-AG von Pascal Völkle heraus, dessen Angebot erstrangig an engagierte Vereinsspieler geht. Hierzu wurden Kooperationen mit dem Saarländischen Fußballverband und dem FC Homburg geschlossen. Große Erfolge fahren regelmäßig die Orientierungsläufer unter Leitung von Ralf Döllgast ein. Dasselbe gilt für die Turnerinnen von Sylvia Thommes. Neu im Kreis der Sport-AGs sind zwei Tennisgruppen (Chantal Klein) und zwei Sporttanzgruppen (Brigitta Ferner). Für die Sicherheit der Schulgemeinschaft sorgt ein reger Sanitätsdienst, begründet von Michael Wagner und mitbetreut von Matthias Pöhler. Im Bereich der Informatik werden eine ganze Reihe von Arbeitsgemeinschaften angeboten: Von der in der Unterstufe besonders beliebten Robotik bis zur Linux-AG der Oberstufe gibt es ein breites Spektrum an Möglichkeiten, die immer an aktuelle Entwicklungen im Geräte- oder Softwarebereich ausgerichtet werden.

## Schüleraustausche und Lehrfahrten
Die Schule hat sich bereits vor Jahren ein Fahrtenkonzept verordnet, das ein breites Angebot für alle sichert, den Finanzrahmen der Eltern aber nicht überstrapazieren soll:
- Kennenlerntage der 5. Klassen nach Tholey (2 Übernachtungen)
- Austausch der 7. Klassen mit dem Collège und Lycée Grand Air in La Baule. Dieser Austausch kann in höheren Klassenstufen vertieft werden. Er ist ein wesentlicher Baustein der Städtepartnerschaft Homburgs mit der Atlantikstadt
- Skilehrfahrt der 8. Klassen nach Altenmark in Österreich. Die Schüler erlernen – falls noch nicht geschehen – das Skifahren von der Pike an und können sich danach sicher in Skigebieten bewegen.
- Ab Klassenstufe 9 können kleine Gruppen einen Austausch mit der 21. öffentlichen Schule in Tiflis, Georgien, mit Leben füllen. Besuch und Gegenbesuch erfolgen im selben Schuljahr. Regelmäßig werden die Gäste aus Tiflis auch von Jugendlichen der evangelischen Gemeinde Tiflis begleitet.
- Die zehnten Klassen beenden mit internationalen Fahrten ihre gemeinsame Zeit, bevor es in die Kursphase geht. Während Spanischklassen meist nach Spanien fahren, besuchten die anderen Klassen – vor dem Brexit – regelmäßig England.
- Die Kursfahrt der Klassenstufe	11 soll in Deutschland stattfinden und erstrangig Unterrichtsinhalte in Deutsch, Geschichte und Politik thematisieren.

## Der Schulverein
Seit 50 Jahren wird die Arbeit der Schule durch einen Schulverein unterstützt, dessen Einnahmen komplett dem Lernen und Leben in der Schule zugutekommen. Mediengeräte, Schulhofgestaltung und Basketballfeld verdankt die Schule dem Verein genauso wie die Unterstützung von Fahrten oder die Finanzierung besonderer Veranstaltungen. Der Verein wird derzeit von Susanne Schick geleitet.

## Hoffest und Querschnitt
Der stimmungsvolle Innenraum der Schule bietet mit seinem Baumbestand ein tolles Ambiente für das alljährliche „Hoffest“, das Schulfest der Schule. Persönlicher Austausch, kulinarischer Genuss aber auch viele kulturelle Angebote machen den Charakter des Festes aus. Besonders aussagekräftig für das Selbstverständnis der Schule ist der sogenannte Querschnitt: Er zeigt die vielfältigen Begabungen von Schülern, vor allem solche, die im normalen Fächerkanon nicht berücksichtigt werden können. Neben den musikalischen AGs präsentieren sich Tänzer, Turner und Schauspieler, Seilspringer, Filmemacher und Rezitatoren. Und das immer vor einer vollbesetzten Aula.

## Leben in der Gemeinschaft
Die Schule ist mit vielen Aktivitäten mit Stadt und Kreis verbunden. Neben der Beteiligung an der Jumelage mit La Baule ist vor allem die alljährliche Mitgestaltung der Gedenkfeier an die Reichspogromnacht zu erwähnen. Mit Einzelveranstaltungen hat sich die Schule immer wieder ins soziale Umfeld eingebracht: Sei es mit Computer-Scouts für Grundschüler oder als Smartphone-Mediatoren für ältere Mitbürgern (beides Projekte des Informatik-Seminarfachs Mythos Internet). Regelmäßig ist die Schule im Stadtarchiv und im Römermuseum zu Gast.

## Ehemalige Schüler
- Otto Hemmer (1912–1968), Jurist und Oberbürgermeister der Stadt Völklingen; Abitur 1932
- Clemens Lindemann (* 1947), Politiker
- Theophil Gallo (* 1957), Politiker (SPD)
- David Lindemann (* 1977), politischer Beamter (SPD); Abitur 1997
- Markus Uhl (* 1979), Politiker (CDU)